# Quo vadis? (film 1924)
Quo vadis – włoski film niemy z 1924 roku. Adaptacja powieści Henryka Sienkiewicza. 
W czasie produkcji, doszło do serii wypadków na planie, z których najpoważniejszy to rozszarpanie przez lwa aktora odtwarzającego Senekę - Augusto Palombiego.
Film spotkał się z negatywną oceną krytyków i okazał się komercyjną porażką. W wyniku tej porażki zakończyła się kariera jego producenta Arturo Ambrosio, który był jedną z głównych postaci wczesnego kina włoskiego. Reżyser D’Annunzio nigdy nie wyreżyserował żadnego filmu. Bardzo ucierpiała również reputacja drugiego reżysera Jacoby’'ego, który od tej pory zaczął pracować nad musicalami i komediami.

## Obsada
- Emil Jannings - Neron
- Elena Sangro - Poppea
- Alfons Fryland - Winiciusz
- Lillian Hall-Davis - Ligia
- Rina De Liguoro - Eunice
- Andrea Habay - Petroniusz
- Raimondo Van Riel - Tigellinus
- Gildo Bocci - Vittelius
- Gino Viotti - Chilon Chilonides
- Bruto Castellani - Ursus
- Elga Brink - Domitilla
- Arnold Kent - rzymski wartownik
- Marcella Sabbatini - dziewczyna
- Lucia Zanussi